# José Antonio Somalo Giménez
José Antonio Somalo Giménez (Madrid, 12 de maig de 1929 - Palamós, 30 de juny de 2018) fou un magistrat espanyol.
Va ingressar a la carrera judicial l'any 1957 i va exercir com a jutge a Castella, Catalunya i Mallorca. Somalo va ser magistrat de Treball a Barcelona l'any 1966. L'any 1988 va ser nomenat magistrat del Tribunal Suprem i president de l'Audiència Territorial de Barcelona. Va ser el primer president del Tribunal Superior de Justícia de Catalunya, des de 1989 fins a 1994 quan es va incorporar a la Sala IV, que tracta els assumptes laborals i de seguretat social, del Tribunal Suprem. Des del gener del 2000 és defensor del client de les Caixes d'Estalvis Catalanes.